# Walter Groß (Theologe)
Walter Groß (* 1941 in Würzburg) ist ein deutscher römisch-katholischer Theologe und Alttestamentler.
Nach einem Studium der Katholischen Theologie in Rom an der Päpstlichen Universität Gregoriana und am Päpstlichen Bibelinstitut sowie an der Ludwig-Maximilians-Universität München wurde Groß 1967 zum Priester geweiht. Er promovierte 1974 in München und habilitierte sich 1976, ebenfalls in München. Danach war er kurze Zeit als Privatdozent tätig.
Von 1976 bis 1980 war Groß Inhaber des Lehrstuhls für Altes Testament an der Johannes Gutenberg-Universität Mainz, anschließend und bis zu seiner Emeritierung 2009 Inhaber des Lehrstuhls für Altes Testament an der Eberhard Karls Universität Tübingen.

## Forschungsschwerpunkte
- Althebräische Syntax (Grundlagenforschung)
- Priesterschrift
- Propheten
- Richterbuch
- Bibeltheologische Themen

## Veröffentlichungen (Auswahl)
- Bileam. Literar- und formkritische Untersuchung der Prosa in Num 22–24 (= Studien zum Alten und Neuen Testament. Band 38). München 1974.
- Verbform und Funktion. wayyiqtol für die Gegenwart? Ein Beitrag zur Syntax poetischer althebräischer Texte (= Arbeiten zu Text und Sprache im Alten Testament. Band 1). St. Ottilien 1976.
- Die Gottebenbildlichkeit des Menschen im Kontext der Priesterschrift. In: Theologische Quartalschrift 161 (1981), S. 244–264. (online)
- Die Einheitsübersetzung – eine Bibelparaphrase? In: Theologische Quartalschrift 162 (1982), S. 168–170. (online)
- Die Pendenskonstruktion im Biblischen Hebräisch. Studien zum althebräischen Satz I (= Arbeiten zu Text und Sprache im Alten Testament. Band 27). St. Ottilien 1987.
- Zukunft für Israel. Alttestamentliche Bundeskonzepte und die aktuelle Debatte um den Neuen Bund (= Stuttgarter Bibelstudien; 176). Verlag Katholisches Bibelwerk, Stuttgart 1998.
- Studien zur Priesterschrift und zu alttestamentlichen Gottesbildern (= Stuttgarter biblische Aufsatzbände 30). Verlag Katholisches Bibelwerk, Stuttgart 1999, ISBN 3-460-06301-7.
- Doppelt besetztes Vorfeld. Syntaktische, pragmatische und übersetzungstechnische Studien zum althebräischen Verbalsatz (= Beihefte zur Zeitschrift für die alttestamentliche Wissenschaft 305). Berlin/New York 2001.
- Richter. Übersetzt und ausgelegt (= Herders Theologischer Kommentar zum Alten Testament). Freiburg u. a. 2009.
- „Bibel in gerechter Sprache“. In richtiger und angemessener Sprache? In: Theologische Quartalschrift 186 (2006). S. 343–345. (online)
- (mit Erasmus Gaß:) Studien zum Richterbuch und seinen Völkernamen (= Stuttgarter biblische Aufsatzbände; 54). Verlag Katholisches Bibelwerk, Stuttgart 2012.